# Andrea Picarelli
Andrea Gennaro Picarelli (Milano, 3 luglio 1996) è un cestista italiano.